# Мост Дипангкорн Расмийоти
Мост Дипангкорн Расмийоти (тайск. ทีปังกรรัศมีโชติ, неофициально англ. Mega Bridge — Мега Бридж) — участок 13-километровой промышленной кольцевой дороги (англ. Industrial Ring Road, IRR), которая, пересекая реку Чаупхрая, соединяет южный Бангкок и провинцию Самутпракан.
Сооружение состоит из двух последовательно сооруженных вантовых мостов:
- первый имеет общую длину 702 м, длину центрального пролёта 326 м и высоту пилонов 173 м;
- второй имеет общую длину 582 м, длину центрального пролёта 398 м и высоту пилонов 162 м.

Официально мост открыт 5 декабря 2006 года и назван в честь родившегося в 2005 году принца Дипангкорна Расмийоти, внука короля Пумипона Адульядета, но движение по нему началось уже 20 сентября 2006 года.

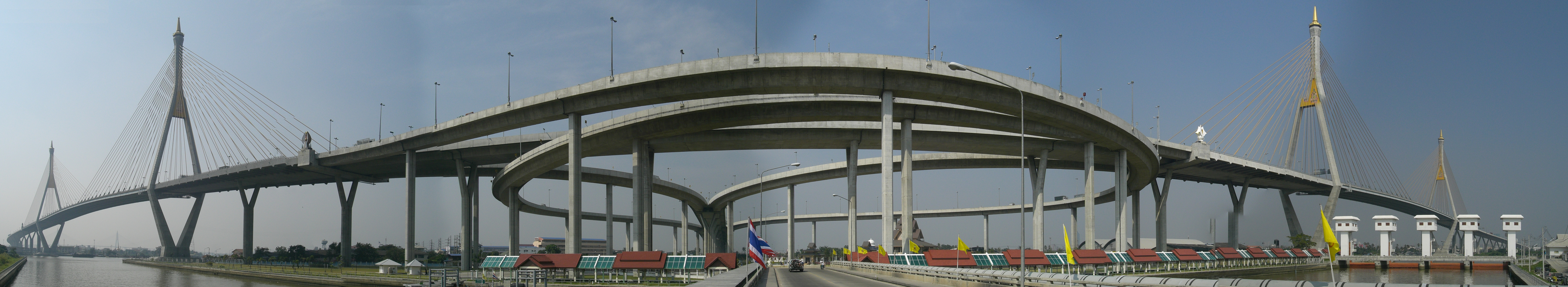
Мост Дипангкорн Расмийоти